# Hòa ước Quý Mùi, 1883

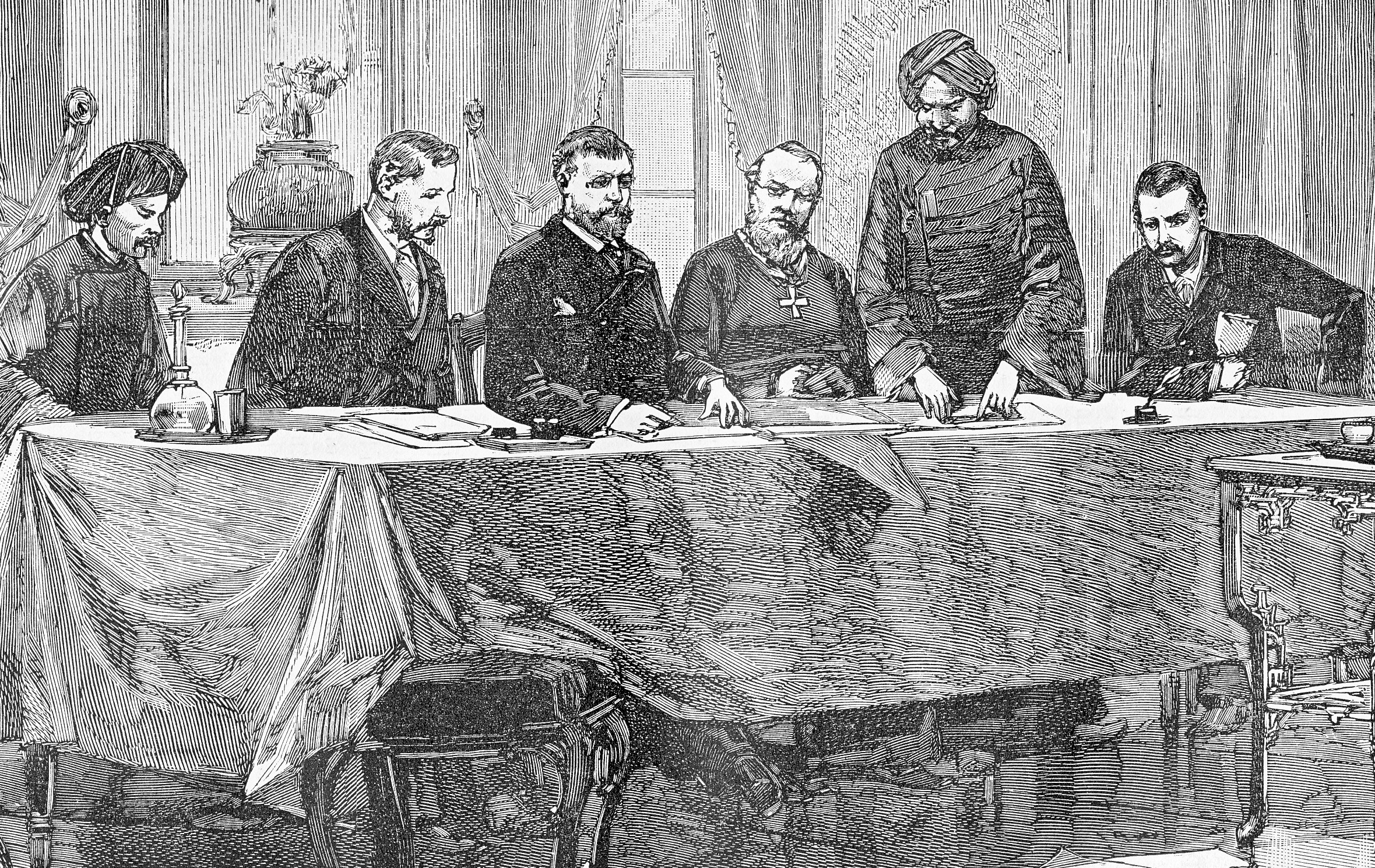
Lễ ký kết Hiệp ước Quý Mùi tại Thuận An-Huế, ngày 25 tháng 8 năm 1883, trong đó: Trần Đình Túc (ngồi đầu bên trái), François Jules Harmand (thứ 3 bên trái) và Nguyễn Trọng Hợp (người đứng bên phải).

Hoà ước Quý Mùi (1883) hay còn có tên gọi là Hòa ước Harmand (Hác-măng) được ký kết vào ngày 25 tháng 8 năm 1883 tại kinh đô Huế giữa đại diện của Pháp là François Jules Harmand - Tổng ủy (tiếng Pháp: commissaire général), đại diện ngoại giao cho nước Cộng hoà Pháp và đại diện của triều Nguyễn là Trần Đình Túc - Hiệp biện Đại học sĩ (chánh sứ), Nguyễn Trọng Hợp - Lại bộ Thượng thư (phó sứ). Hoà ước có tất cả 27 điều khoản với nội dung chính là xác lập quyền bảo hộ lâu dài của Pháp trên toàn bộ Việt Nam. Hiệp ước này chính thức đánh dấu thời kỳ, 1883-1945, toàn bộ Việt Nam nằm dưới sự khống chế của thực dân Pháp (thời Pháp thuộc).

## Bối cảnh

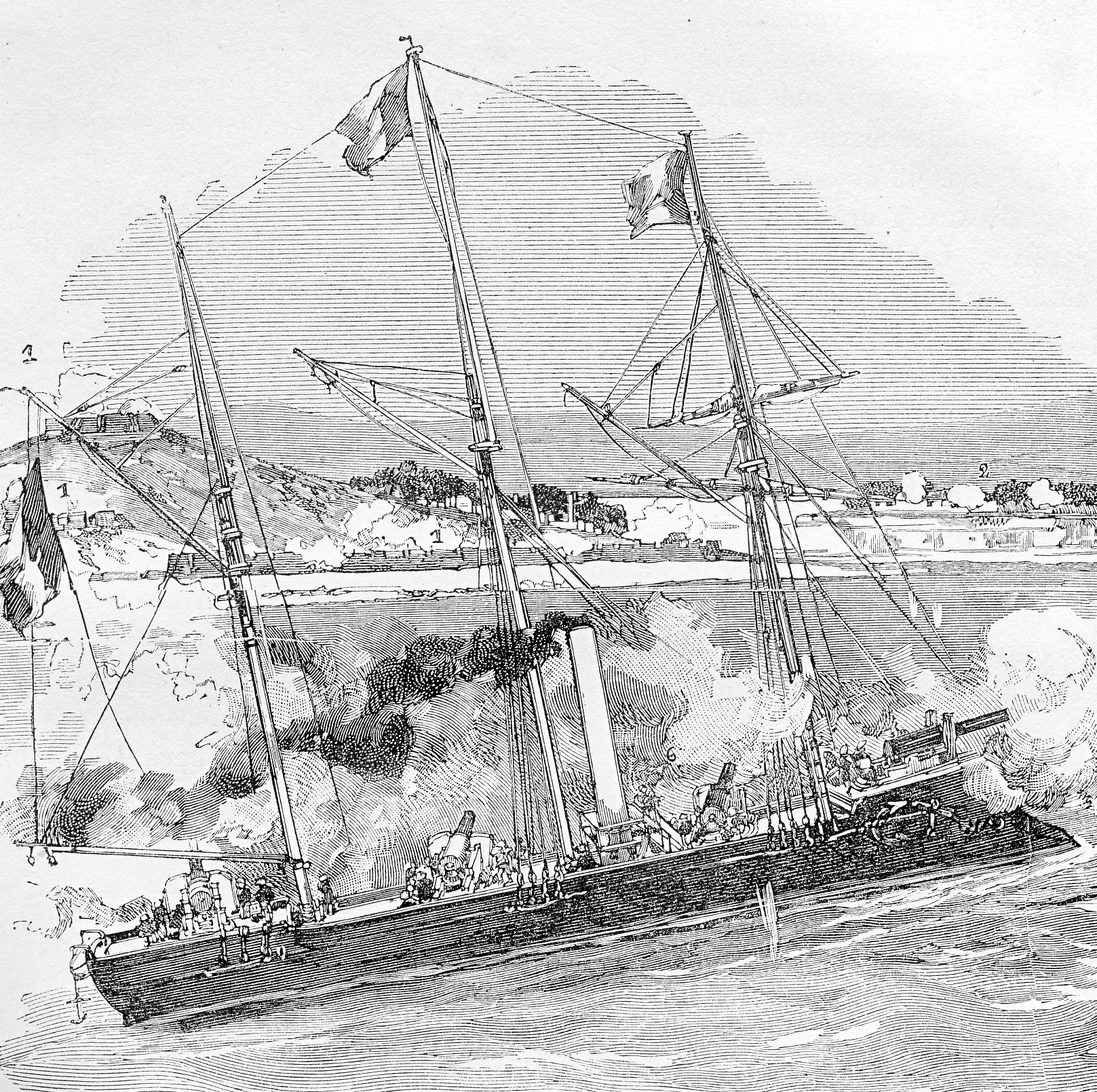
Chiến thuyền Vipere của Pháp khai hỏa ngày 20 Tháng Tám, 1883 bắn phá đồn Trấn Hải ở cửa Thuận An, sự kiện trực tiếp dẫn đến Hòa ước Quý Mùi

Đầu thập niên 1880, tình hình ở Bắc Kỳ càng rắc rối khi Pháp chủ trương xâm lăng và tìm cách gây hấn. Năm 1882 thủ phủ Hà Nội thất thủ; Pháp chiếm toàn miền trung châu Bắc Kỳ. Các tỉnh Vân Nam, Quảng Đông, Quảng Tây của Trung Quốc được đặt vào tình trạng báo động. Một mặt nhà Thanh cho tăng cường việc phòng bị biên ải. Mặt khác quân Thanh vượt biên giới vào Bắc Kỳ khi triều đình Huế gửi thư cầu viện. Dưới danh nghĩa giúp nhà Nguyễn, quân Tàu mở đầu cuộc Chiến tranh Pháp-Thanh. Trong khi đó quân Việt tại các tỉnh Bắc Kỳ phối hợp với quân Thanh cùng đánh Pháp.
Cũng vào thời điểm này, vua Tự Đức băng hà ngày 19 Tháng Bảy, 1883 lại không có con nối ngôi. Việc triều đình rối ren, các quan phụ chính thì tranh nhau quyền lợi khiến vua Dục Đức ở ngôi chỉ 3 ngày (20 - 23 tháng Bảy) rồi vua Hiệp Hoà ở ngôi bốn tháng (30 tháng 7 - 30 tháng 11) tiếp theo nhau bị phế. Lợi dụng tình thế, ngày 20 tháng 8 năm 1883, quân Pháp tấn công và chiếm lấy cửa Thuận An, khống chế cửa ngõ thủy lộ chính lên kinh đô Huế. Trong hoàn cảnh nguy ngập bị Pháp uy hiếp sát kinh thành, triều đình cử Nguyễn Trọng Hợp - Thượng thư bộ lại ra Thuận An để điều đình với Pháp. Tổng ủy Jules Harmand ra tối hậu thư với nhiều yêu sách ngang ngược và khắc nghiệt. Tổng cộng có 27 điều khoản; Harmand gia hạn cho triều đình Huế phải trả lời trong 24 giờ đồng hồ, nếu không sẽ khai hỏa đánh lên kinh thành. Thư của Harmand đe dọa: "Đế quốc An Nam, hoàng triều, cùng các vương công, đại thần sẽ tự tuyên án tử hình cho chính mình. Cái tên Việt Nam sẽ bị xóa khỏi lịch sử..." nếu vua quan nhà Nguyễn không chấp nhận toàn phần những điều kiện nêu ra. Lúc này, triều đình Huế đang ở thế thua, nên chấp nhận ký 27 điều khoản do Pháp đưa ra.
Bản Hòa ước được hai bên ký kết ngày 23 Tháng Bảy âm lịch triều Hiệp Hòa, tức ngày 25 tháng 8 năm 1883.

### Phản ứng của triều đình nhà Nguyễn
Thời điểm ký kết bản Hiệp ước Harmand, triều đình Huế đang ở thế thua, nên không làm được gì khác hơn ngoài việc ký chấp nhận 27 điều khoản do Pháp đưa ra. Đối với triều đình Huế, việc ký kết không hẳn là chịu sự quy phục mà chỉ là cách hoãn binh vì ngoài Bắc hai bên còn giao tranh, lại thêm viện quân của nhà Thanh vượt biên giới sang ngày càng đông nên chưa hẳn là thua. Ở trong triều thì phụ chính Tôn Thất Thuyết bí mật phòng thủ đồn Tân Sở và sửa sang đường thượng đạo ra Bắc hầu tìm cách chống cự lâu dài. Súng ống, đạn dược, lương nong và cả một phần ba kho bạc triều đình cũng được ngầm chuyển lên Tân Sở nên Hòa ước Quý Mùi là cách mua thời gian đợi ngày phản công.

## Nội dung chi tiết
Sử gia Trần Trọng Kim tóm tắt 27 khoản của Hòa ước Quý Mùi trong Việt Nam sử lược tựu trung có mấy điểm chính:
1. Triều đình Huế công nhận sự bảo hộ của Pháp. Mặt ngoại giao kể cả việc giao thiệp với nước Tàu cũng phải có sự ưng thuận của Pháp.
2. Nam Kỳ là xứ thuộc địa từ năm 1874 nay được mở rộng gồm cả tỉnh Bình Thuận thay vì Bình Thuận thuộc Trung Kỳ.
3. Pháp có quyền đóng quân ở Đèo Ngang và cửa Thuận An
4. Trung Kỳ, tức các tỉnh từ Khánh Hòa ra đến Đèo Ngang thuộc triều đình Huế. Cắt ba tỉnh Thanh Hóa, Nghệ An, và Hà Tĩnh nhập vào Bắc Kỳ.
5. Khâm sứ Pháp ở Huế có quyền ra vào tự do yết kiến vua
6. Ở Bắc Kỳ (gồm cả ba tỉnh Thanh-Nghệ-Tĩnh) Pháp có quyền đặt công sứ ở các tỉnh để kiểm soát quan Việt nhưng đại để việc nội trị không bị ảnh hưởng.